# Prințesa Irene de Hesse
Prințesa Irene de Hesse și de Rin (Irene Luise Maria Anna) (11 iulie 1866 – 11 noiembrie 1953) a fost al treilea copil al Prințesei Alice a Regatului Unit și a lui Ludovic al IV-lea, Mare Duce de Hesse. Bunicii materni erau regina Victoria a Marii Britanii și Prințul Albert. Bunicii paterni erau Prințul Charles de Hesse și de Rin și Prințesa Elisabeta a Prusiei. Irene a fost soția Prințului Albert Wilhelm Heinrich al Prusiei, verișor primar. Ca și sora sa Alix, Irene purta în gene hemofilia. Doi dintre cei trei fii ai ei au fost hemofili.

## Primii ani

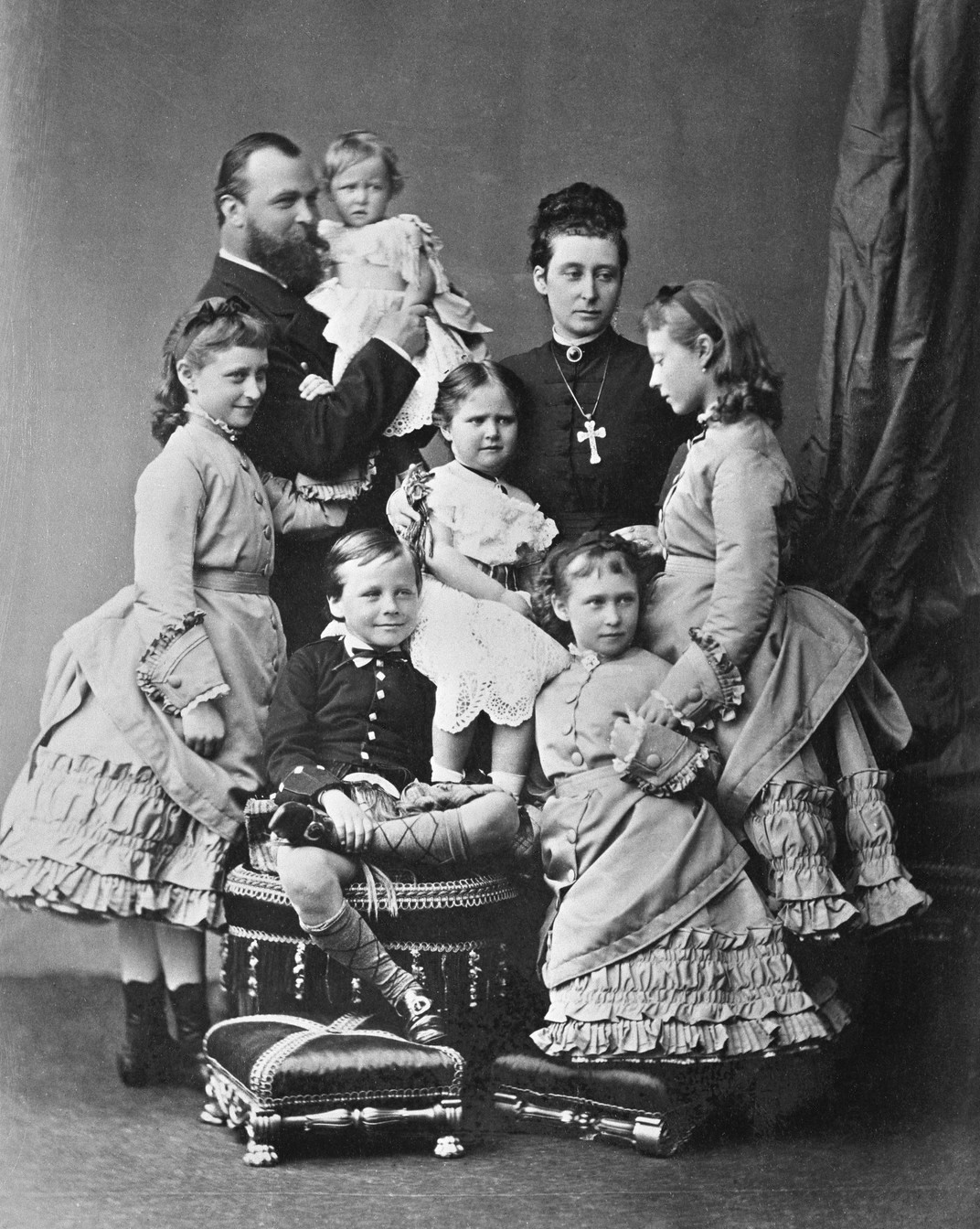
Familia de Hesse în 1876, la Eastbourne, East Sussex: Marele Duce Ludwig ținând-o în brațe pe May și având-o alături pe Ella, Prințesa Alice ținând-o pe Alix, Ernie și Irene în față, Victoria din profil, cu mâna pe umărul Irenei.

Pentru că s-a născut la sfârșitul Războiului austro-prusac, a primit numele Irene care vine de la cuvântul grecesc care înseamnă "pace". Alice a considerat-o pe Irene un copil neatractiv și odată i-a scris surorii sale, Victoria că Irene "nu este drăguță". Deși nu așa drăguță ca sora ei Elisabeta, Irene era plăcută. Prințesa Alice și-a crescut fetele simplu; copiii aveau o bonă englezoaică, mâncau cine simple din budinci de orez și mere coapte și fetele purtau rochii simple. Fiicele au fost învățate cum să facă treburile casnice, cum ar fi turte de copt, să-și facă propriile paturi, să dea cu mătura și să șteargă praful în camerele lor. Prințesa Alice a subliniat, de asemenea, necesitatea de a da la săraci și adesea și-a luat fiicele în vizite la spitale și organizații de caritate.
Familia a fost devastată în 1873 când fratele mai mic hemofil al Irenei, Prințul Friedrich numit în familie "Frittie" a căzut printr-o fereastră deschisă, s-a lovit cu capul de balustradă și a murit câteva ore mai târziu din cauza unei hemoragii cerebrale. În lunile care au urmat morții lui, Alice și-a dus frecvent copiii la mormântul lui să se roage și era multă melancolie la aniversările asociate cu el. În toamna anului 1878, Irene, frații ei (cu excepția Elisabetei) și a tatălui toți s-au îmbolnăvit de difterie. Sora ei mai mică, Prințesa Maria, numită "May" a murit de difterie. Mama ei, epuizată de asistența medicală pentru copii, de asemenea, s-a infectat; a murit la 14 decembrie 1878 de difterie.
Când sora sa Elisabeta a părăsit religia luterană în care a fost crescută pentru a se converti la religia ortodoxă în 1891 când s-a căsătorit cu Marele Duce Serghei Alexandrovici al Rusiei, Irene a plâns și a fost supărată. Mai târziu, sora sa Alix, de asemenea, s-a convertit la religia ortodoxă când s-a căsătorit cu Nicolae al II-lea al Rusiei. În ciuda diferendelor asupra alegerilor religioase, Irene a rămas apropiată de toți frații ei.

## Căsătorie și copii

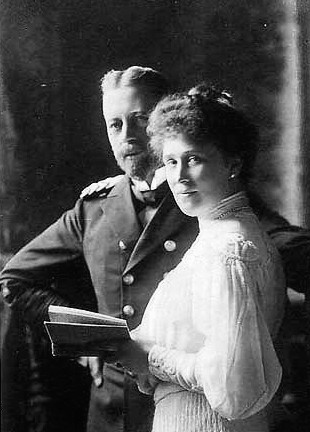
Prințesa Irene și Prințul Heinrich

La 24 mai 1888, Irene s-a căsătorit cu Prințul Heinrich al Prusiei, al treilea copil și al doilea fiu al împăratului Frederic al III-lea al Germaniei și al Prințesei Victoria a Regatului Unit. Cum mamele celor doi tineri erau surori, ei erau verișori primari. Căsătoria a displăcut reginei Victoria deoarece ei nu i s-a spus nimic până la nuntă. Mama lui Heinrich o plăcea mult pe Irene totuși aceasta a fost șocată când Irene nu a încercat să-și ascundă cu un șal ascundă sarcina cu primul ei fiu, Prințul Waldemar în 1889. Împărăteasa care era fascinată de politică și de evenimentele actuale, de asemenea, nu putea înțelege cum de Heinrich și Irene nu au citit niciodată un ziar.
Căsnicia a fost una fericită, iar rudele îi numeau "Amabilii" datorită naturii lor plăcute. Din căsătorie au rezultat trei copii:
- Prințul Waldemar Wilhelm Ludwig Friedrich Viktor Heinrich al Prusiei (1889-1945)
- Prințul Wilhelm Viktor Karl August Heinrich Sigismund al Prusiei (1896-1978)
- Prințul Heinrich al Prusiei (1900-1904)

Irene a transmis hemofilia fiului ei mai mare și a celui mic Waldemar și Heinrich. A fost devastată când fiul cel mic a murit la vârsta de 4 ani după ce a căzut și s-a lovit la cap în februarie 1904. Șase luni după decesul lui Heinrich, sora sa Alix a născut un fiu hemofil, Alexei Nicolaevici, Țarevici al Rusiei. Verișoara ei, regina Victoria Eugenia a Spaniei, a avut de asemenea doi fii hemofili. O altă verișoară primară, Prințesa Alice, Contesă de Athlone, a avut, de asemenea, un fiu hemofil.
În 1912, Irene a fost un sprijin pentru sora sa Alix când Alexei a fost aproape de moarte în urma complicațiilor de la hemofilie pe când se aflau în Polonia.

## Ultimii ani
În timpul Primului Război Mondial surorile au fost situate pe poziții opuse. Când războiul s-a terminat, ea a primit știrea că Alix, soțul ei și copiii precum și sora sa Elisabeta au fost uciși de bolșevici. După război și după abdicarea kaiserului, Germania  n-a mai fost condusă de familia regală prusacă, însă Irene și soțul ei și-au păstrat moșia, Hemmelmark, situată în nordul Germaniei.
Când Anna Anderson a apărut la Berlin la începutul anilor 1920, pretinzând că este Marea Ducesă Anastasia Nicolaevna a Rusiei, Irene a vizitat-o pe femeie însă a decis că Anderson nu poate fi nepoata ei pe care a văzut-o ultima oară în 1913. Prințesa Irene nu a fost impresionată.
Soțul Irenei a spus că menționarea Anderson o supără foarte mult și a cerut ca nimeni să nu discute despre Anderson în prezența ei. Heinrich a murit în 1929. Biograful Annei Anderson a afirmat că după câțiva ani, fiul Irenei, Prințul Sigismund, i-a pus câteva întrebări lui Andreson despte copilăria lor comună și că ea a răspuns cu mare acuratețe.
Irene a adoptat-o pe fiica lui Sigismund, Barbara, născută în 1920, ca moștenitoare a ei, după ce Sigismund a părăsit Germania pentru a trăi în Costa Rica în timpul anilor 1930. După cel de-Al Doilea Război Mondial, Sigismund s-a întors în Germania.. Irene s-a mâhnit teribil când fiul ei cel mare, Waldemar, s-a îmbolnăvit și a murit din cauza lipsei de sânge pentru o transfuzie.
Irene a murit în 1953, lăsându-și moșia nepoatei. Înainte de deces, a fost ultimul copil în viață al Prințesei Alice și al Marelui Duce de Hesse, Ludovic al IV-lea.